# M6 (танк)
T1, M6 — тяжёлый танк США периода Второй мировой войны. Разрабатывался с сентября 1939 по декабрь 1944 года, когда танк был объявлен устаревшим, и все дальнейшие работы по нему были прекращены. Всего было произведено лишь 40 танков T1/M6 различных модификаций, которые никогда не участвовали в боях.

## История создания и производства

### Предыстория
К началу Второй мировой войны современные тяжёлые танки на вооружении США отсутствовали — весь парк машин этого класса был представлен несколькими десятками танков Mk.VIII выпуска ещё 1919—1920 годов. Эти малоподвижные и защищённые лишь от лёгкого стрелкового оружия машины, ставшие финалом развития серии британских ромбовидных танков периода Первой мировой войны, безнадёжно устарели уже к 1930-м годам и представляли ценность разве что в роли учебных. Никаких работ по созданию замены для них, однако, в межвоенный период не велось по причине скудного финансирования сухопутных сил США в те годы. С 7 мая 1936 года тяжёлые танки были вовсе исключены из программы развития армии.

### T1
С началом Второй мировой войны интерес военного ведомства США к танкам значительно возрос. Уже в сентябре 1939 года была возрождена программа создания тяжёлого танка. Приказом от 22 мая 1940 года была сформулирована первоначальная концепция для нового тяжёлого танка, лежавшая в типичном для 1930-х годов русле развития этого класса боевых машин — многобашенный танк со сравнительно скромным бронированием. Новый танк должен был весить около 50 тонн и быть вооружён двумя короткоствольными 75-мм пушками T6, размещёнными в спаренных с 7,62-мм пулемётами установках в двух башнях с суммарным углом обстрела в 250 градусов, одной 37-мм и одной 20-мм пушками, также размещёнными в спаренных с пулемётами установках в двух малых башнях, суммарно имевших круговой обстрел, а кроме того, четырьмя установленными в корпусе танка 7,62-мм пулемётами.

### М6
Вступление США во вторую мировую войну заставило американских военных поторопиться с запуском в серию тяжёлого танка. К тому же у немцев появились танки, вооружённые 75-мм орудиями, и американские танки, вооружённые 37-мм орудием, выглядели устаревшими. В результате 20 мая 1940 года командующий сухопутными войсками санкционировал работы по тяжёлому танку массой порядка 50 тонн. Главной проблемой при создании танка массой около 50 тонн была установка подходящего двигателя. После ряда тестирований остановились на 960-сильном двигателе Wright G200M781C9GC1 воздушного охлаждения с гидромеханической трансмиссией. На серийных машинах установлен двигатель мощностью 800 л. с. Четыре опытные машины должны были иметь различные трансмиссии и корпуса для выбора лучшего варианта для серийной постройки. Т1Е1 должен был иметь литой корпус и электрическую трансмиссию, Т1Е2 — литой корпус и преобразователь крутящего момента, Т1Е3 — сварной корпус и преобразователь крутящего момента, а Т1Е4 — сварной корпус и два дизеля с преобразователями крутящего момента. От последнего варианта вскоре отказались, поскольку разработка дизельной самоходной установки затягивалась. Спешка с производством танка привела к тому, что гидромеханическая трансмиссия так и не была на него вовремя установлена. По результатам испытаний было решено сделать заказ до 230 единиц данной техники (первоначально планировался выпуск 5000 машин). В результате танки с электротрансмиссией должны были поступить на вооружение армии США, а с механической трансмиссией — поставляться союзникам по «ленд-лизу». Новую модель даже планировали назвать М6А2. Но в этот период командование сухопутных войск США приняло решение об отсутствии необходимости в тяжёлых танках. В результате Служба снабжения армии приняла решение прекратить серийное производство М6 с пятого десятка машин. Первый американский тяжёлый танк М6 был изготовлен в декабре 1942 года на заводе Baldwin Locomotive Works. А, вот первый пилотный танк М6А1 выпустили Fisher Body Division of General Motors, но госконтракт с ним был разорван и производство 40 танков перешло к Baldwin Loc. Works: р
1. 8 — М6;
2. 12 — М6А1;
3. 20 — Т1Е1(М6А2)(на фото корпус имел бронирование Т1Е1 лоб 127 мм, борт 78-67 мм, задняя часть 51 мм, крыша и пол 25мм) только его использовали на М6А2Е1 с усиленной лобовой частью.

| Год   | Модель | 1     | 2     | 3     | 4     | 5     | 6     | 7     | 8     | 9     | 10    | 11    | 12    | Всего |
| ----- | ------ | ----- | ----- | ----- | ----- | ----- | ----- | ----- | ----- | ----- | ----- | ----- | ----- | ----- |
| 1942  | М6     |       |       |       |       |       |       |       |       |       |       |       | 1     | 1     |
| 1942  | М6     |       |       | 3     | 1     | 3     |       |       |       |       |       |       |       | 7     |
| 1942  | М6А1   |       |       |       |       |       | 2     | 3     | 4     | 3     |       |       |       | 12    |
| 1942  | М6А2   |       |       |       |       |       |       |       |       | 2     | 6     | 4     | 4     | 16    |
| 1942  | Всего  |       |       | 3     | 1     | 3     | 2     | 3     | 4     | 5     | 6     | 4     | 4     | 35    |
| 1943  | М6А2   | 3     | 1     |       |       |       |       |       |       |       |       |       |       | 4     |
| Итого | Итого  | Итого | Итого | Итого | Итого | Итого | Итого | Итого | Итого | Итого | Итого | Итого | Итого | 40    |

16 сентября 1942 в Форт-Ноксе начались испытания М6, а 9 марта — М6А1. Серийные машины несколько отличались от пилотных. Тесты продолжались до 26 апреля 1942 г. Результаты напоминали эпитафию — танки крайне плохие и улучшению не подлежат без полной переработки дизайна. К примеру, телескопический прицел находился так близко к пушке, что наводчик мог смотреть в него только левым глазом. Вооружение М6 для его веса и габаритов, было слабым, спаренная 37-мм пушка была не нужна, и были серьёзные недочёты. Положение исправили, установив в танк орудие «90mm Gun M3», но для этого башня была маленькой. И установили более просторную башню M6D2.
Спустя два года после решения прекратить работы с М6, к тяжёлому танку вновь вернулись. После высадки в Нормандии уже выпущенные серийные машины хотели модифицировать — путём экранировки довести толщину брони лобовой части до 190-мм по нормали и установить новую башню со 105-мм пушкой. Всего планировали так модернизировать 15 танков М6А1, но, когда запрос о необходимости в М6А2 был передан командующему союзническими войсками Эйзенхауэру, тот заметил, что от 15-ти танков толку на Европейском Театре Военных Действий будет мало. Этот ответ тут же привёл к прекращению всех работ по М6А2Е1, но два образца, получившие обозначение M6A2E1, использовались для испытания 105mm Gun T5E1E пушки в новой башне для нового тяжёлого танка Т29 (было построено 5 танков с 3 вариантами башен(2 танка с ранними башнями по типу M26 Pershing, но увеличенной в размерах и броней до 228мм в лобовой проекции(отчёт Watertown октябрь 1944г, в ноябре 1944 года 1 танк с такой же облегчённой башней и в мае 2 танка с новой башней — финальной для Т29). Была попытка на созданную ходовую от Т1Е1 унифицированную разрабатываемую башню к новому тяжёлому танку Т29. На М6А2Е1 были отработаны все варианты башен к разрабатываемому тяжёлому танку Т29 и его модификациям Т30, Т34. В декабре 1944 г. было решено все танки серии Т1, М6 и М6А1 переработать. Только одна машина была отправлена в музей в Абердине. Последний танк, Т1Е1 выехал из заводских ворот в феврале 1944. Всего изготовили 43 танка вместе с пилотами Т1Е1, Т1Е2 и производственным пилотом Fisher М6А1. Несмотря на снятие с производства у этого танка была, хоть и недолгая, но жизнь, он все же преодолел «чертежно-фанерный рубеж» и был не только создан, но и прошел испытания. Изготовленные образцы М6 распределили в учебные танковые части и подготавливали танкистов на многосерийные средние и тяжёлые танки. Одну машину оставили в Абердине в коллекции танкового музея полигона.